# Francis O’Rourke
Francis O’Rourke SMA (* 14. Oktober 1882 in Fenagh, County Leitrim, Vereinigtes Königreich Großbritannien und Irland; † 28. Oktober 1938 in Lagos, Nigeria) war ein irischer römisch-katholischer Ordensgeistlicher und Apostolischer Vikar der Küste von Benin.

## Leben
Francis O’Rourke besuchte von 1897 bis 1902 das St. Joseph’s College in Wilton. Anschließend trat O’Rourke der Ordensgemeinschaft der Gesellschaft der Afrikamissionen bei und studierte Katholische Theologie in Lyon. Nachdem Francis O’Rourke am 18. Dezember 1904 die Profess abgelegt hatte, empfing er am 15. Juli 1906 in der Kapelle des Priesterseminars in Lyon durch den Stellvertreter des Generalsuperiors der Gesellschaft der Afrikamissionen, Bischof Paul Pellet SMA, das Sakrament der Priesterweihe.
Anschließend wurde O’Rourke als Missionar an die Bucht von Benin entsandt, wo er Seelsorger an der Kathedrale in Lagos wurde. Zudem war er Leiter von drei Grundschulen. 1911 kehrte O’Rourke nach Cork zurück und wirkte dort an der Errichtung eines Priesterseminars der Gesellschaft der Afrikamissionen mit. Bis 1925 bereiste er die USA und England, um Spenden für die Arbeit seiner Ordensgemeinschaft zu sammeln. 1926 wurde Francis O’Rourke Provinzialrat der irischen Ordensprovinz. Daneben war als Kaplan der Smithdown Road Poor Law Institution in Liverpool tätig. Am 14. Mai 1929 bestellte ihn Papst Pius XI. zum Apostolischen Präfekten von Nord-Nigeria.
Papst Pius XI. ernannte ihn am 27. März 1930 zum Titularbischof von Ostracine und zum ersten Apostolischen Vikar der Küste von Benin. Der Apostolische Vikar von West-Nigeria, Thomas Broderick SMA, spendete ihm am 15. Juni desselben Jahres in Lagos die Bischofsweihe; Mitkonsekratoren waren der Apostolische Vikar von Togo, Jean-Marie Cessou SMA, und der Apostolische Vikar von Süd-Nigeria, Charles Heerey CSSp.